# Horcrux
En horcrux er en genstand i det fiktive Harry Potter-univers. I filmen Harry Potter og Halvblodsprinsen udtales ordet "horkruks" men stavelsen er den samme.
En måde at opnå udødelighed med. Den fungerer ved, at man dræber et andet menneske, og når det sker, løsrives en del af ens sjæl, som man derefter indfanger i en genstand ved hjælp af en trylleformular. Genstanden, hvori sjælestykket er indkapslet, kaldes for en horcrux. Det er muligt at trække sit sjælestykke tilbage fra horcruxen, men der er kun en måde at gøre det på: Ved anger, men det kan blive det sidste, man kommer til at gøre, eftersom det er utroligt pinefuldt.
Man kan kun destruere en horcrux ved hjælp af "noget, der uskadeliggør horcruxen så endegyldigt, at den er hinsides magisk gendannelse" ( Albus Dumbledore i Harry Potter og Halvblodsprinsen ) dvs: meget stærk magi, f.eks. giften fra en basilisktand – fordi der er kommet basilisk-gift på Godric Gryffindors sværd, kan dette også ødelægge en horcrux.
Den onde Lord Voldemort er én ud af to kendte personer i Harry Potter-universet, som har gjort brug af horcruxer. Han lavede syv af dem: Hans egen (Romeo Gåde Detlev Juniors) gamle dagbog, (som Ginny Weasley finder på Harry Potters andet skoleår),  Salazar Slytherins medaljon, hans mors families ring, Hufflepuffs pokal, Ravenclaws diadem og sin slange Nagini. Harry selv er også en Horcrux. 
Harrys horcrux er et uheld, der er opstået ved Voldemorts mislykkede forsøg på at dræbe ham. Først når disse er tilintetgjort, kan man slå Lord Voldemort ihjel.
Eftersom Harry selv – ved en fejl – er blevet en horcrux, da Voldemort prøvede at dræbe ham, da Harry kun var et år, bliver han nødt til at lade sig dræbe. 
Harry opsøger Voldemort i Den Forbudte Skov, og bliver endnu en gang ramt af forbandelsen Avada Kedavra.
Voldemort troede, at han ville blive stærkere ved at bruge Harrys blod til at fremstille sin nye krop med. Derfor har han selv en del af Lily Potters beskyttelse i sig. Det gør, at han ikke kan dræbe Harry, men blot ødelægge sit sjælefragment, der har taget bo i Harry i 15 år.
Altså tilintetgør Harry Potter Romeo Gådes dagbog, Dumbledore ødelægger familien Barks ring, Ron Weasley destruerer medaljonen, Hermione Granger ødelægger Hufflepuffs bæger, Ravenclaws diadem bliver ødelagt af Harry efter Crabbes Fiendfyre i fornødenhedsrummet, Neville Longbottom hugger hovedet af Voldemorts slange Nagini, som også er en horcrux, og endelig ødelægger Voldemort selv den syvende horcrux, der havde taget bo i Harry Potter.
Den anden person i Harry Potter-universet er én, der er på Troldmandskort, den allerførste Basilisk-skaber Herpo den Fæle. Han skabte én Horcrux; det er dog uvist, hvad der var hans Horcrux, og hvem der tilintetgjorde den. Det er dog en mulighed, at han brugte sin Basilisk.

## Galleri
- Helga Hufflepuffs cup
- Salazar Slytherins medaljon
- Rowena Ravenclaws Diadem
- Lord Voldemort mors families ring